# عبدالرحمان بن سمره
ابوسعید عبدالرحمن بن سمره بن حبیب بن عبدشمس قرشی، از صحابه پیامبر اسلام و از کارگزاران و فاتحان در فتوحات خلفاء پس از محمد بود. از وی در فتح کابل، کرمان، سیستان، و نقاطی از خراسان یاد شده‌است. بیشتر این فتح‌ها در عهد عثمان صورت گرفته‌است. او در مساله صلح میان حسن و معاویه نیز نقش سیاسی ایفا می‌کرد و واسطه بین حسن بن علی و معاویه بود.

## سرگذشت
ابوسعید عبدالرحمن بن سمره بن حبیب بن عبدشمس قرشی، یکی از اصحاب پیامبر اسلام و یکی از کارگزارن و والیان بوده‌است. وی در روز فتح مکه، اسلام را پذیرفت و در جنگ موته همراه با مسلمانان شرکت کرد. وی ابتدا نامش عبدالکعبه بود اما پس از پذیرش اسلام، محمد نامش را به عبدالرحمان تغییر داد. او در فتوحات خلفا شرکت داشت و توانست سیستان،‌ کابل و سند را فتح کند. او مچنین به خراسان لشکرکشی کرد و در آنجا نیز فتوحاتی را نصیب مسلمانان کرد. از او به عنوان سفیر و واسطه بین حسن بن علی و معاویة بن ابی‌سفیان یاد شد‌است. این میانجگری پس از صلح میان حسن و معاویه به سال ۴۱ ه.ق به پایان رسید. او بعدها به بصره رفت و به فرماندهی آن منطقه رسید. او پس از فتح سیستان،‌ مدتی نیز به حکومت سیستان دست یافت و پس از آن مجدد به بصره بازگشت. گزارش شده‌است که در زمان حکومت عثمان، عبدالرحمان توانست کرمان را فتح کند. در این خصوص گزارش شده‌است که با مبلغ دو میلیون درهم و دو هزار غلام و کنیز، با حاکم و شاه منطقه صلح کرد و به این ترتیب توانست بر منطقه مسلط شود. در سیره رفتاری او گزارش شده‌است که از هر وسیله‌ای برای کسب اموال و مالیات از مردم استفاده می‌کرد. گزارش شده‌است او در دوران حکمرانی اش بر سیستان،‌ قوانینی را وضع کرده بود که بر اساس آن، هر کس راسو یا سوسماری را بکشد،‌ جریمه پرداخت نماید و از این طریق پول گزافی را به دست آورد. وی سرانجام عبدالرحمان به سال ۵۰ ه.ق در شهر بصره درگذشت.

## نقل روایات
از او روایاتی نقل شده‌است. اعتبار او نزد اهل سنت شایان توجه است و در دو کتاب معتبر اهل سنت، صحیح بخاری و صحیح مسلم، جمعا ۱۴ روایت از او گزارش شده‌است. از جمله افرادی که از او روایت نقل کرده‌اند می‌توان به ابوعیسی عبدالرحمان بن یسار انصاری کوفی اشاره کرد. از او به عنوان نخسین حلقه حدیثی مسلمانان در ایران یاد می‌شود. بنابر این باور، در پی فتح نقاطی در خراسان توسط عبدالرحمان بن سمره، مسلمانان به منطقه وارد شدند و صحابه‌ فرصت نشر احادیث یافتند.